# Bajtavský potok
Bajtavský potok je potok v jihovýchodní části Podunajské pahorkatiny, v podcelku Ipeľská pahorkatina, na území okresu Nové Zámky. Je to poslední levostranný přítok Hronu a měří 7,8 km.

## Pramen
Pramení na západním svahu Sovího vrchu (204,5 m n. m.) v Zalabském chrbátu v nadmořské výšce cca 188 m n. m., západně od obce Salka.

## Popis toku
Nejprve teče jihovýchodním směrem podél osadě Hluboký Majer na levém břehu a stáčí se na jih. Následně vtéká do vodní nádrže Bajtava, kam nejprve zprava ústí přítok z Bajtavské doliny, pak zleva přítok z obce Bajtava a teče v prostoru tzv. Bajtavské brány na západním okraji pohoří Burda. Z levé strany dále přibírá krátký přítok pramenící jihozápadně od zmíněné obce a na okraji sousední obce Kamenica nad Hronom se prudce stáčí na západ. Pak obtéká masiv u obce (porostlý vinohrady) nejprve ze severu, přičemž napájí malou vodní nádrž, následně obloukem protéká po západním i jihozápadním úpatí mírně zvlněným korytem av nadmořské výšce přibližně 105 m n. m. ústí západně od obce do Hronu.